# Kronbergs ateljé

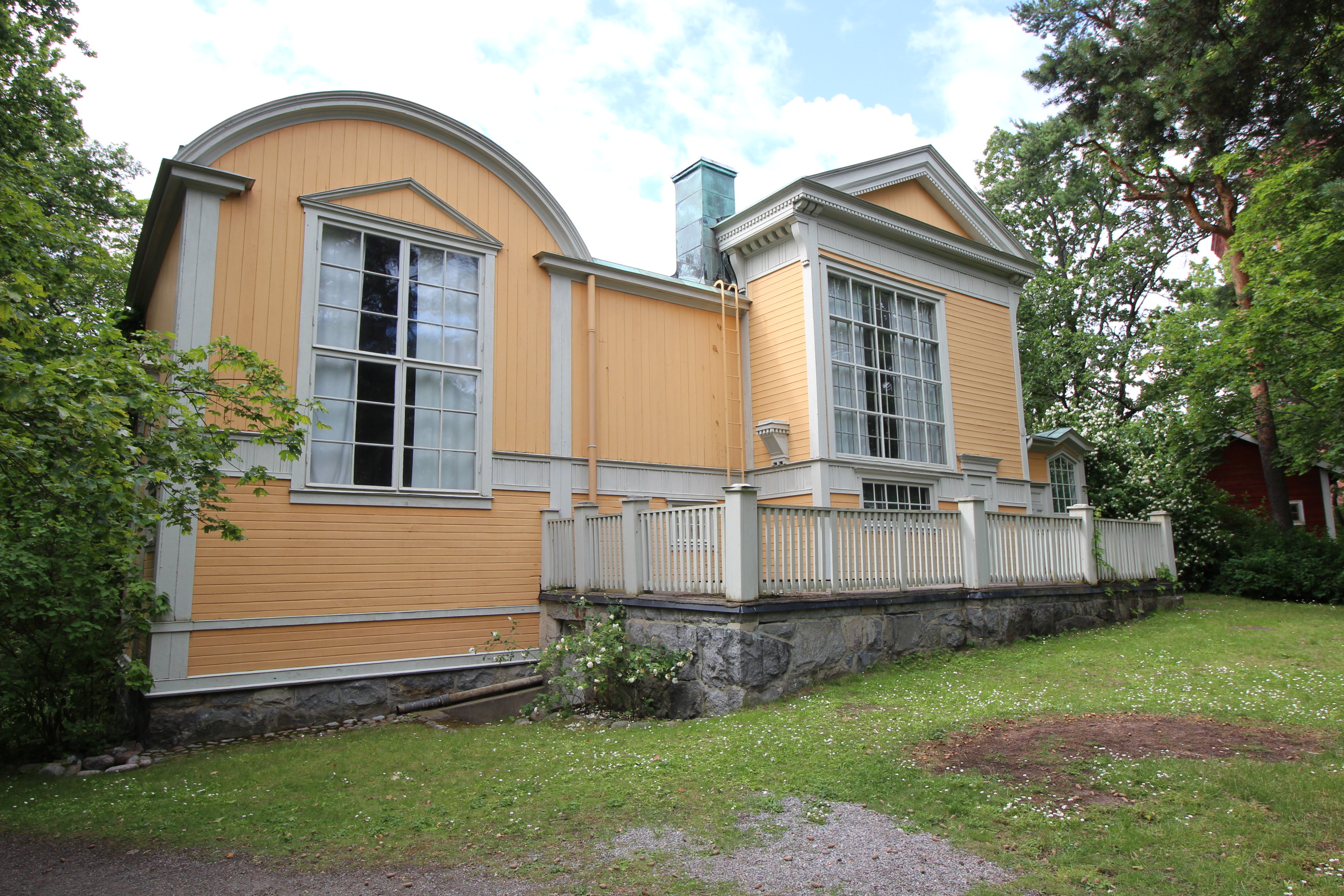
Julius Kronbergs ateljé på Skansen.

Kronbergs ateljé är en kulturhistorisk byggnad på friluftsmuseet Skansen på Djurgården i Stockholm. Byggnaden i gul panel rymmer två ateljéer: en ursprunglig från 1890 samt Eros-ateljén från 1912.

## Historik

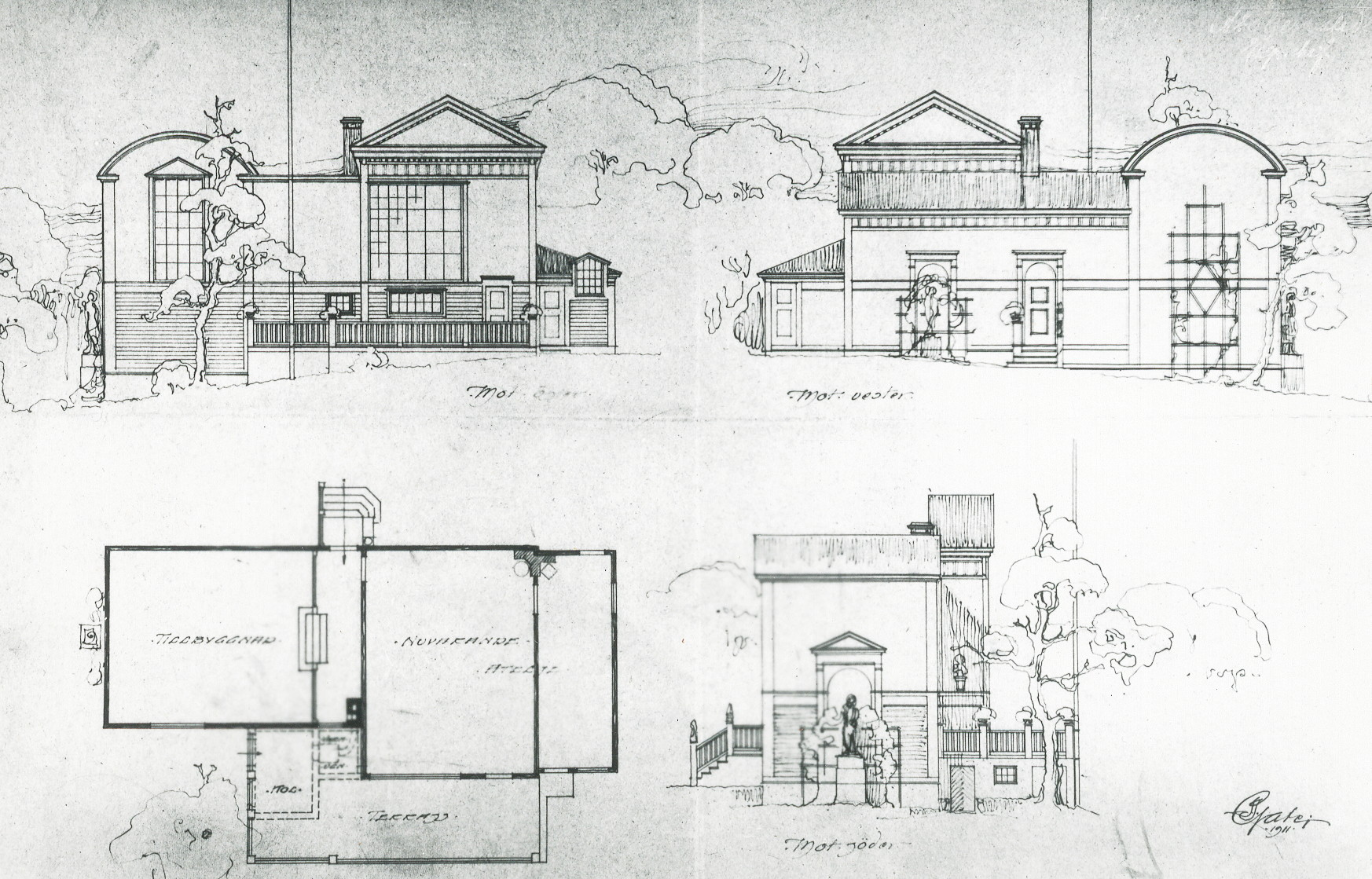
Gates ritning från 1911.

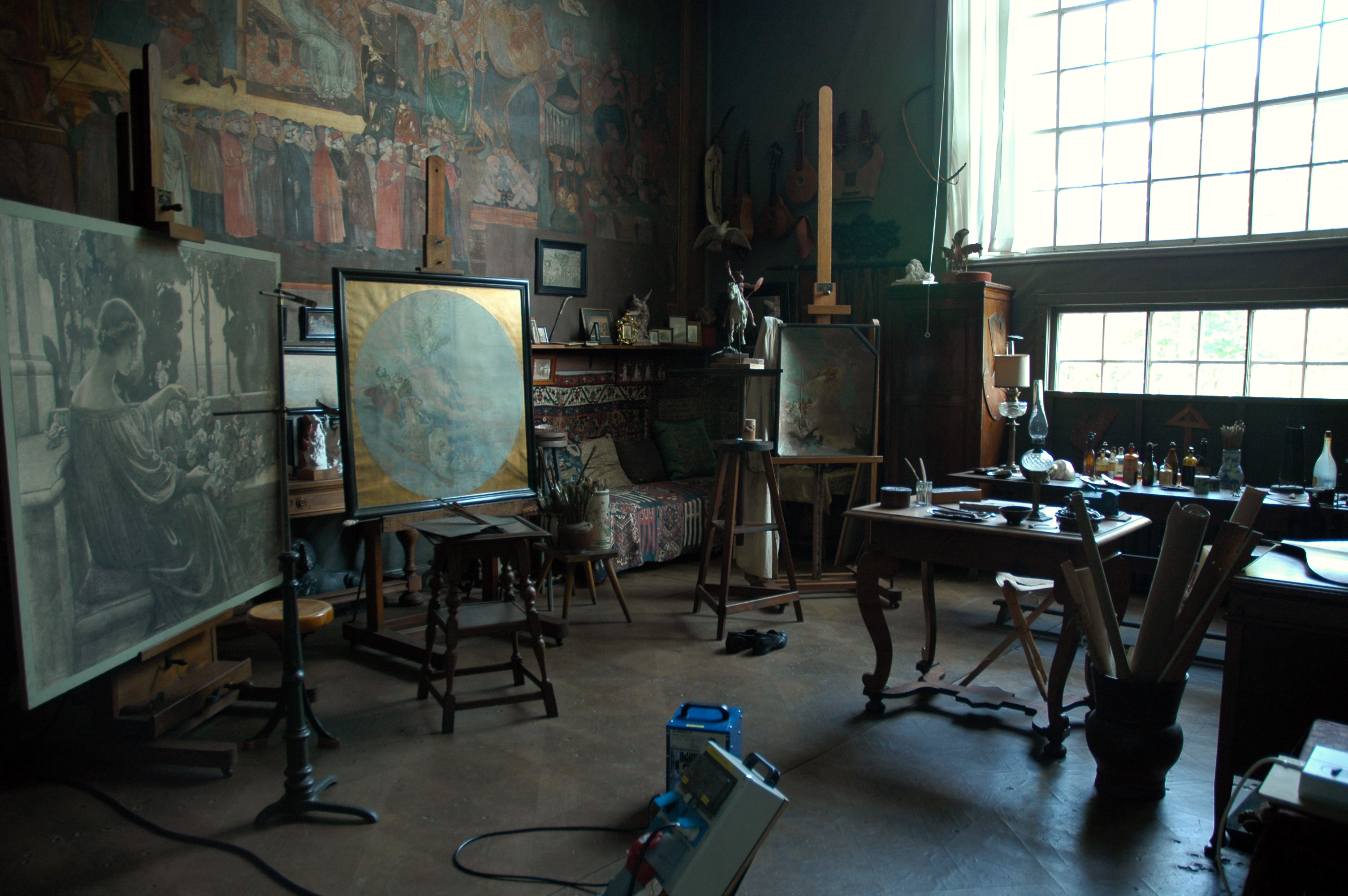
Interiör.

Ateljén, som tillhörde konstnären Julius Kronberg, har flyttats till Skansen från Lilla Skuggan på Norra Djurgården. Ateljén byggdes enligt Kronbergs egna ritningar på den ursprungliga platsen cirka 1890. Den utbyggdes 1912 efter ritningar av Jacob J:son Gate, upprättade 1911. Efter Kronbergs död 1921 köptes byggnaden av Wilhelmina von Hallwyl, som donerade den till Nordiska museet, varefter ateljén överflyttades till Skansen. 
En bronsbyst utförd av Carl Milles, föreställande Julius Kronberg står vid ingången på husets västra sida. Inne i ateljén ger utställningen en bild av konstnärens arbetsplats; de utställda föremålen tillhörde Kronberg.
Omslagsfotografiet till popgruppen Abba:s studioalbum The Visitors från 1981 togs i Kronbergs ateljé. Albumdesignern Rune Söderqvist hade fått idén om att skivtitelns besökare kunde vara änglar samt att låten Like an Angel Passing Through My Room skulle finnas med på albumet. Han kom att tänka på Kronbergs många änglamotiv. Fotografiet domineras av Kronbergs målning av Eros. Fotografiet togs sent på hösten 1981 och ateljén var ouppvärmd. 